# Marion (hrabstwo Juneau)
Marion – miasto w Stanach Zjednoczonych, w stanie Wisconsin, w hrabstwie Juneau.